# Entender el cómic
Entender el cómic: El arte invisible (Understanding Comics: The Invisible Art, por su título original en inglés) es una obra de no ficción sobre los cómics publicada en 1993 por el dibujante estadounidense Scott McCloud. Explora aspectos formales de los cómics, el desarrollo histórico del medio, su vocabulario fundamental y varias formas en que se han utilizado estos elementos. Expone ideas teóricas sobre los cómics como una forma de arte y medio de comunicación, estando escrito a su vez en forma de cómic.
Entender el cómic recibió elogios de notables autores de cómics y novelas gráficas como Art Spiegelman, Will Eisner, Alan Moore, Neil Gaiman y Garry Trudeau (que reseñaron el libro para el New York Times). Aunque el libro ha provocado un debate sobre muchas de las conclusiones de McCloud, sus discusiones sobre el arte «icónico» y el concepto de «cierre» entre viñetas se han convertido en puntos de referencia comunes en las discusiones del medio.
El título de Entender el cómic es un homenaje al trabajo seminal de Marshall McLuhan de 1964, Understanding Media. [cita requerida]

## Historia de la publicación
Extractos de Entender el cómic fueron publicados en el número 200 de Amazing Heroes (abril de 1992); ese número luego ganó el Premio Don Thompson de 1992 al Mejor Trabajo de No Ficción. McCloud hizo una vista previa del libro en la Conferencia de Arte de Comics de agosto de 1992.
Entender el cómic fue publicado por primera vez por Tundra Publishing. Las reimpresiones han sido publicadas por Kitchen Sink Press, DC Comics Paradox Press, la línea Vertigo de DC y HarperPerennial. El libro fue editado por Mark Martin, con escritura de Bob Lappan. 
Ediciones B editó el libro por primera vez en español en 1994, con el título Cómo se hace un cómic: El arte invisible.

### Ediciones

#### Tapa blanda
- Tundra (1993): ISBN 1-56862-019-5
- Kitchen Sink (enero de 1993): ISBN 0-87816-243-7
- William Morrow Paperbacks (abril de 1994): ISBN 0-06-097625-X
- Paradox Press / DC (mayo de 1999): ISBN 1-56389-557-9
- Harper perenne (2004)

#### Tapa dura
- Kitchen Sink (agosto de 1993): ISBN 0-87816-244-5
- Vértigo / DC Comics (2000): ISBN 1-56389-759-8

### Secuelas
Como secuelas de Entender el cómic, McCloud ha publicado Reinventar el cómic (2000), en el que sugirió formas para que el medio cambie y crezca; y Hacer cómics (2006), un estudio de métodos para construir cómics. 

## Resumen
Entender el cómic es una exploración amplia de la definición, historia, vocabulario y métodos del medio de los cómics. Un intento de formalizar el estudio de los cómics, estando el mismo escrito en forma de cómics. 
El argumento general del libro es que los cómics se definen por la primacía de las secuencias de imágenes. McCloud también introdujo el concepto de «cierre», para referirse al papel del lector en el cierre de brechas narrativas entre las viñetas de los cómics. El libro sostiene que los cómics emplean narrativas no lineales porque dependen de las elecciones e interacciones del lector. 
El libro comienza con una discusión sobre el concepto de alfabetización visual y una historia de la narrativa en los medios visuales. McCloud menciona, entre otras obras tempranas de narrativa gráfica, el Tapiz de Bayeux como un antecedente de los cómics. Entender el cómic postula al caricaturista suizo Rodolphe Töpffer como «el padre del cómic moderno». McCloud enfatiza el uso de Töpffer de «caricaturas y bordes de viñetas» junto con «la primera combinación interdependiente de palabras e imágenes vistas en Europa».
McCloud también destaca las diferencias entre figuras icónicas y realistas. Las figuras icónicas se pueden comparar con una caricatura estándar, mientras que las figuras realistas se centran más en la calidad fotográfica en términos de detalles. Afirma que la cultura occidental está cautivada por imágenes icónicas debido a su simplicidad. Proporciona una comparación completa y un desglose de imágenes icónicas y realistas y ofrece una explicación interesante de su razonamiento detrás de esta declaración. 
Uno de los conceptos clave del libro es el de «enmascarar», un estilo visual, una convención dramática y una técnica literaria descrita en el capítulo sobre realismo. Es el uso de personajes narrativos simplistas, arquetípicos, incluso si se yuxtaponen con fondos detallados, fotográficos, verisimilares y espectaculares. Esto puede funcionar, McCloud infiere, como una máscara, una forma de identificación proyectiva. Su explicación es que un personaje familiar y mínimamente detallado permite una conexión emocional más fuerte y que los espectadores se identifiquen más fácilmente. 
Uno de los conceptos del libro es «El Gran Triángulo», una herramienta para pensar sobre diferentes estilos de cómics. McCloud coloca la representación realista en la esquina inferior izquierda, con representación icónica, o arte de dibujos animados, en la parte inferior derecha, y un tercer identificador, abstracción de imagen, en el vértice del triángulo. Esto permite la colocación y agrupación de artistas por triangulación. 

## Premios y reconocimientos
Entender el cómic ganó múltiples Premios Harvey en 1994 como los de Mejor Álbum Gráfico / Material Original y Mejor Presentación Biográfica, Histórica o Periodística.  Además, McCloud ganó el Premio Harvey de 1994 al Mejor Escritor.
Entender el cómic ganó el Premio Eisner de 1994 al Mejor Libro Relacionado con los Cómics.
El autor McCloud ganó el Premio Adamson de 1994 al Mejor Dibujante Internacional de Historietas [o cómics]. El libro fue finalista del Premio Hugo de 1994 al Mejor Libro de No Ficción . 
La traducción sueca del libro, Serier: Den Osynliga Konsten, publicada en 1995 por Häftad, recibió el Premio Urhunden de 1996. 
La traducción al francés del libro, titulada L'Art invisible y publicada por Vertige Graphic, ganó el Premio Bloody Mary en el Festival Internacional de Cómics de Angoulême 2000. Además, fue nominado al Premio al Mejor Álbum del Festival de Angulema de ese año. 

## Legado
Junto con los Cómics y el arte secuencial de Will Eisner, se considera que Entender el cómic constituye la base de los estudios formales de cómics en inglés.
El coautor de Apple Macintosh, Andy Hertzfeld, llamó al libro «uno de los libros más perspicaces sobre diseño de interfaces gráficas de usuario jamás escrito».

## Parodias
Dylan Sisson parodió Entender el cómic en su obra Filibusting Comics: The Next Chapter, publicada por Fantagraphics en 1995, y luego traducido al español.
Fue parodiado nuevamente en Misunderstanding Comics de Tim Heiderich y Mike Rosen, publicado por Kickstarter en 2012.